# 大本組
株式会社大本組（おおもとぐみ）は東京都港区に本社を、岡山市北区に本店を置く中堅の総合建設業者（ゼネコン）である。

## 概要
本店を創業地でもある岡山市北区に置くほか、東京本社を東京都港区に置く。首都圏における受注が全体の6割を占めており、商業施設、物流施設ほか、都心においてオフィスビル・ホテル建築を数多く手がけている。
かつては土木系に強いゼネコンとしてトンネル工事などの大規模事業を多く手がけるなどしていたが、公共工事の発注量が減少したことにより、数年前から事業の柱を土木事業から建築事業に転換、受注元も官公庁から民間に転移させるなどした結果、現在は売上高の約6割を建築事業が占めるようになっている。
最近の建築工事として、アシックス東京本社、イオンモール幕張新都心、イオンモール岡山、ホテルモントレ半蔵門、ホテルモンテエルマーナ神戸、ホテルケーニヒスクローネ神戸、GLP厚木Ⅰ、Ⅱ、青山OHMOTOビルなどがある。
青山OHMOTOビルは自動車広告の背景にも採用されている。
土木工事としては、東京湾アクアライン、レインボーブリッジ、関西国際空港、中部国際空港、東京国際空港などの様々な国家プロジェクトに参入している。
財務体質は非常に強固であり、自己資本比率は60%以上。永年にわたり無借金経営を貫いている。

## 沿革
- 1907年（明治40年）  - 大本百松個人創業
- 1937年（昭和12年）  - 株式会社大本組設立
- 1961年（昭和36年）  - 大本榮一、社長に就任
- 1971年（昭和46年）
  - 本社(現本店)新社屋完成
  - 機構改革実施。岡山本店、東京本社設置
  - 社長室及び営業、土木、建築各本部制を実施
- 1982年（昭和57年）  - 岡山本店〜東京本社・支店間オンラインシステム開設
- 1986年（昭和62年） - 日本建設業団体連合会に加入
- 1987年（昭和62年）  - 社史「大本組の80年」刊行
- 1988年（昭和63年）  - 事務本部（現 管理本部）発足
- 1993年（平成5年）  - 技術本部発足
- 1994年（平成6年）12月16日  - 株式店頭公開[2]
- 1996年（平成8年）
  - 東京本社・支店を千代田区永田町に移転
  - ISO推進室(現､安全環境品質部)を設置
  - 高層建築物の構造評価を取得
- 1998年（平成10年）
  - ISO9001の全社認証取得が完了
  - 情報系システム(OMCOS NET)全国展開
- 2000年（平成12年）  - ISO14001の全社認証取得が完了
- 2002年（平成14年）
  - PERS工法研究会を設立
  - コンプライアンス委員会の設置
  - 執行役員制度導入
- 2011年（平成23年）  - 大本万平、社長に就任
- 2013年（平成25年）  - 太陽光発電事業参入
- 2015年（平成27年）  - 当期純利益額、創業以来最高
- 2016年（平成28年）
  - 青山OHMOTOビル完成
  - 東京本社・支店を移転
- 2020年  - 自己資本比率、創業以来最高
- 2021年
  - 大本社長、大本組に一定程度貢献の後はOHMOTOホールディングスの社長のみを行いたいとの計画、憧れがあり、社長を交代。
後任の社長には三宅啓一氏

## 歴代社長
- 大本百松：1937年 - 1961年
- 大本栄一：1961年 - 2011年
- 大本万平：2011年 - 2021年
- 三宅啓一：2021年 -

## 代表的技術
- 免震構法・制震構法
- HIRC-OS（大本組高層RC構法）
- 大深度ニューマチックケーソン無人化工法
- ヘリウム混合ガス利用システム
- 遠隔操作システムによる無人化施工技術

## グループ会社
- テクノアシスト（太陽光発電事業）